# برویلر
برویلر، (انگلیسی: Broiler) که سابقاً با نام دی‌جی برویلر (انگلیسی: DJ Broiler) شناخته می‌شد، گروه دونفرهٔ تهیه‌کننده موسیقی الکترونیک و دی‌جی نروژی متشکل از میکل بوکسرود کریستینسن (زادهٔ ۲۲ آوریل ۱۹۹۲) و سیمن اوک (زادهٔ ۲۲ آوریل ۱۹۹۱) است. این گروه در سال ۲۰۱۱ با آثار رقص خود که از عناصر کمیک تشکیل شده بود، در فضای مجازی به موفقیت دست یافت، اما از آن زمان به بعد بر روی کار ریمیکس حرفه‌ای و تولید موسیقی تمرکز دارد.